# KOGA Schaatsteam
Het KOGA Schaatsteam is een Nederlandse marathonschaatsploeg, tot 2014 onder leiding van de voormalig marathonschaatser Cindy van den Berg, hierna onder leiding van Johan Bakker en Jan Heijdra en vanaf 2017/2018 is Anton Ketellapper ploegleider.

## Seizoen 2017-2018
De volgende marathonschaatsers maken deel uit van dit team:
- Kim Muusse
- Anneke Peters
- Beau Wagemaker
- Anneleen Zijl